# ジョン・シングルトン・コプリー
ジョン・シングルトン・コプリー（John Singleton Copley、1738年7月3日 - 1815年9月9日）はボストン生まれの画家である。独立前のアメリカ出身の画家として、初めて国際的な評価を受けた画家の一人である。

## 略歴
ボストンに生まれた。1750年頃、母親が、版画家と再婚し、義理の父親から絵を学んだ。ゴドフリー・ネラーやジョシュア・レノルズらの画集を模写して、技術を磨いた。1766年に、ロンドンの展覧会に『少年とリス』("Boy with Squirrell" )を出品して、ジョシュア・レノルズらから賞賛された。
1774年にアメリカ独立戦争が近づいて、混乱が始まる中、イギリスに渡り、しばらく後に家族も呼んでロンドンに住んだ。ロンドンでは、アメリカ出身で、すでに画家としての地位を築いていた、ベンジャミン・ウエストと親しくなった。ウエストの影響で肖像画から、歴史画に分類されるような自然と戦う人間を題材にした、『ワトソンと鮫』("Watson and the Shark"-ハバナの海でのサメの攻撃からの少年ワトソンの救助を題材にしている:1778)なども描くようになった。
1799年にロイヤル・アカデミー・オブ・アーツの会員となり、晩年は健康が衰えたが、画作を続け、ロンドンで没した。

## コプリーの作品

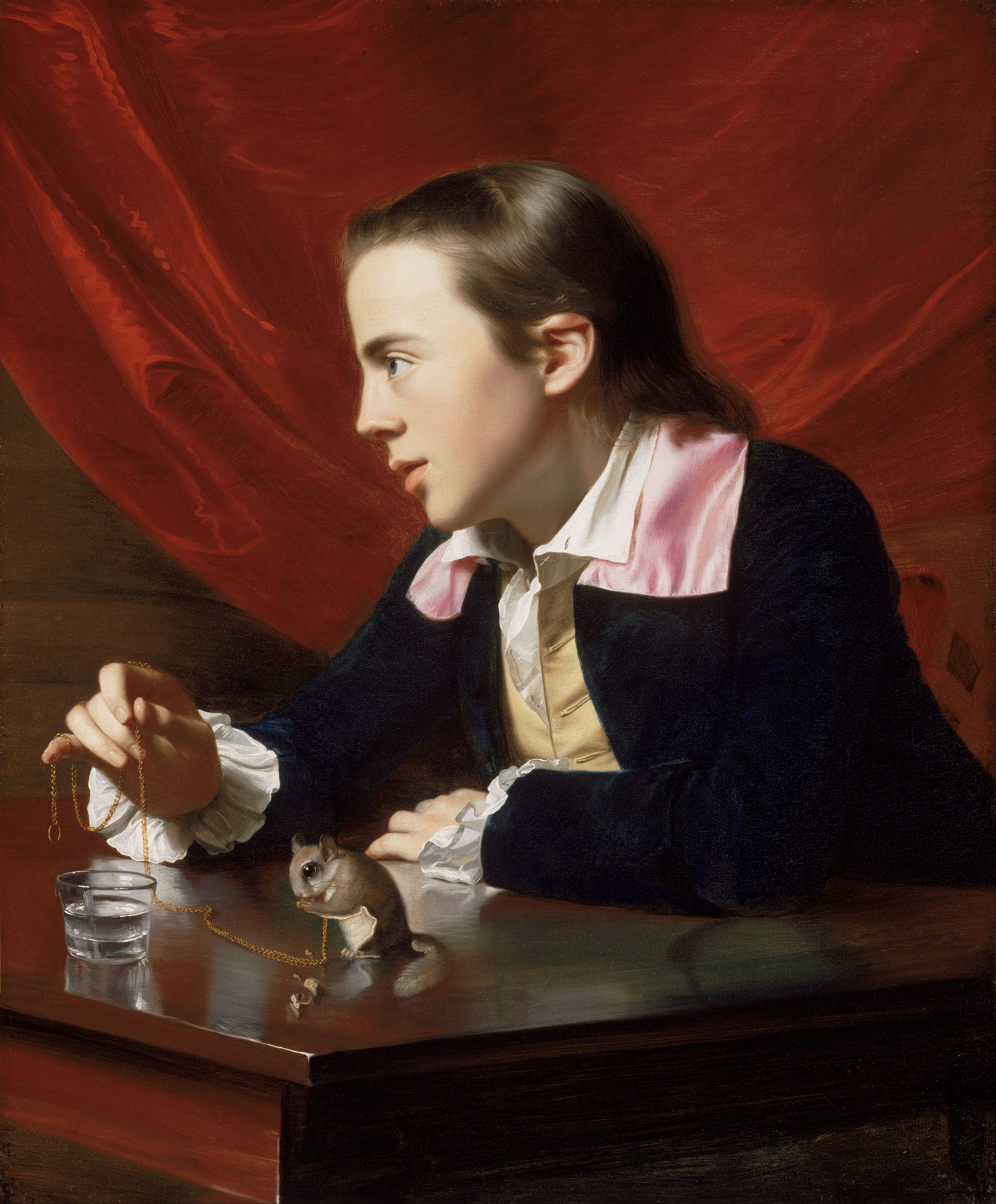
『少年とリス』
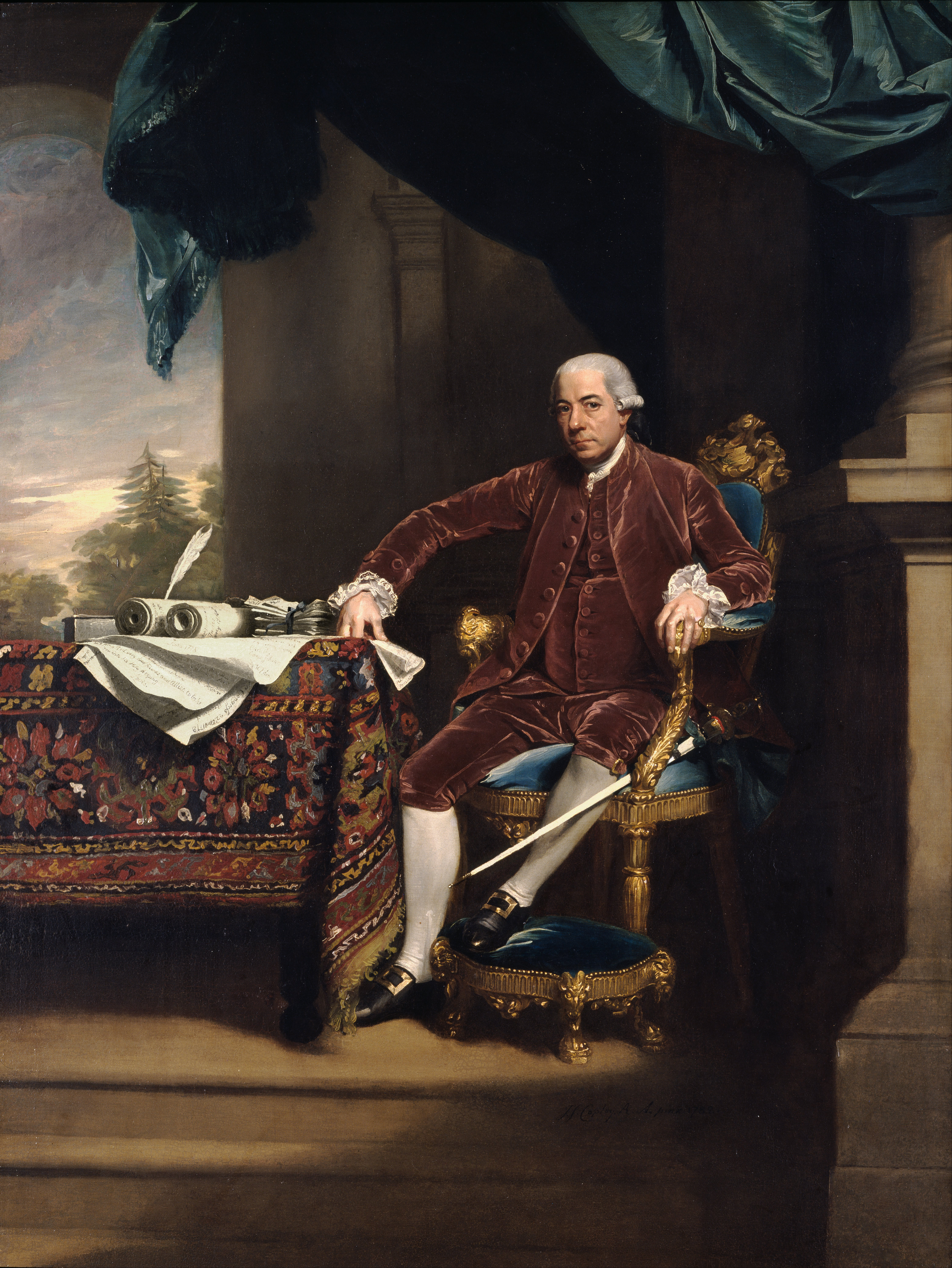
ヘンリー・ローレンスの肖像
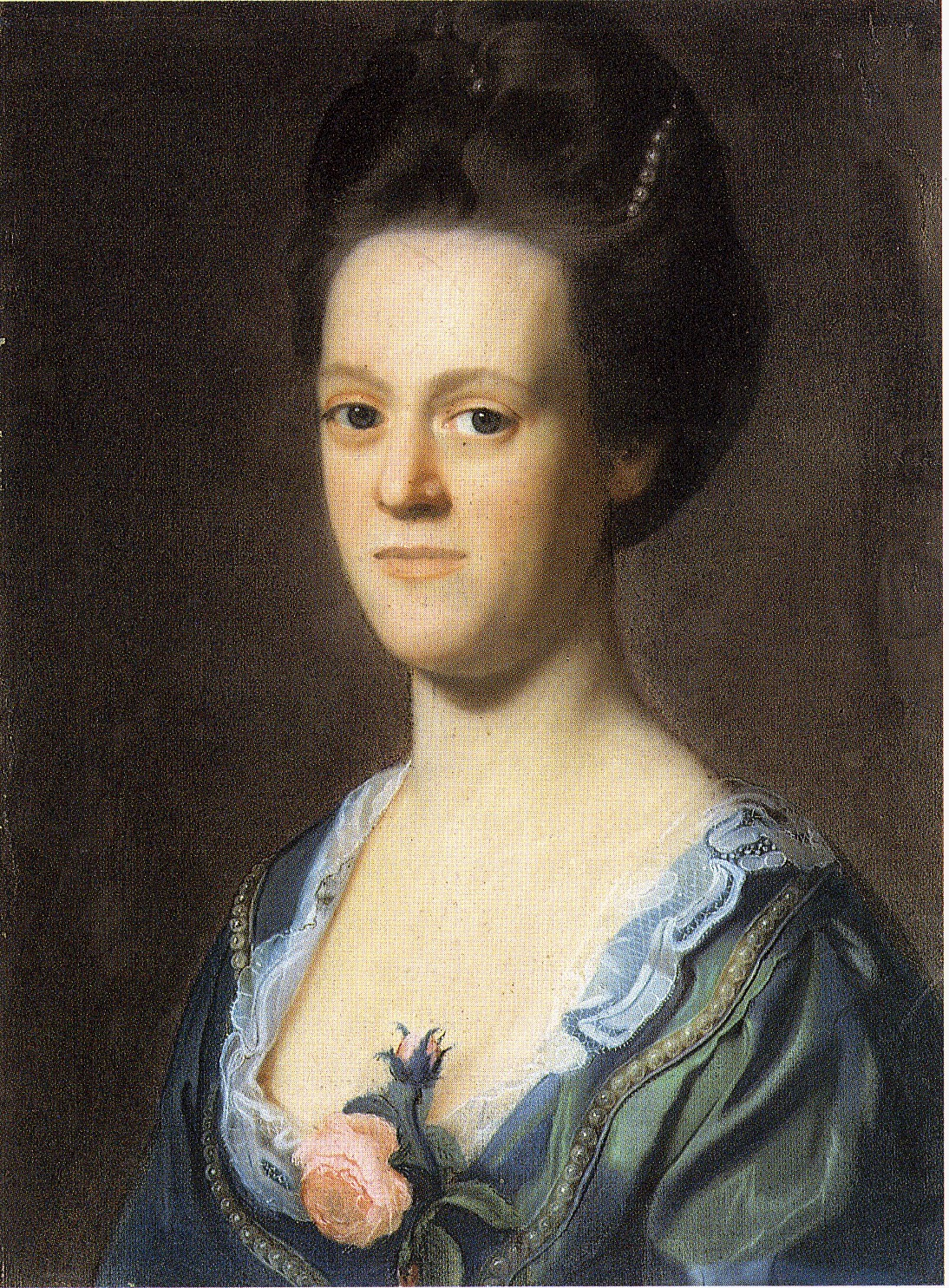
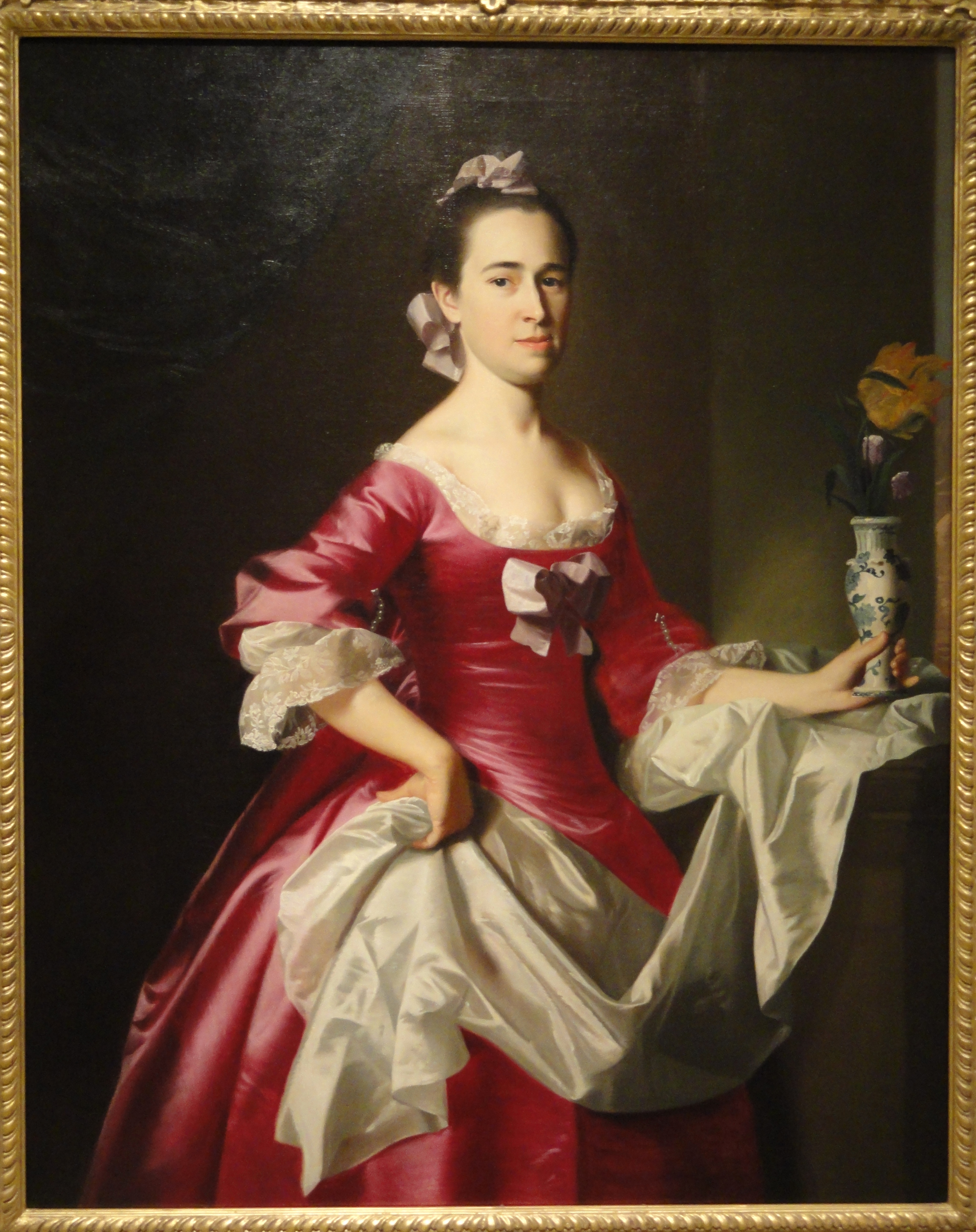

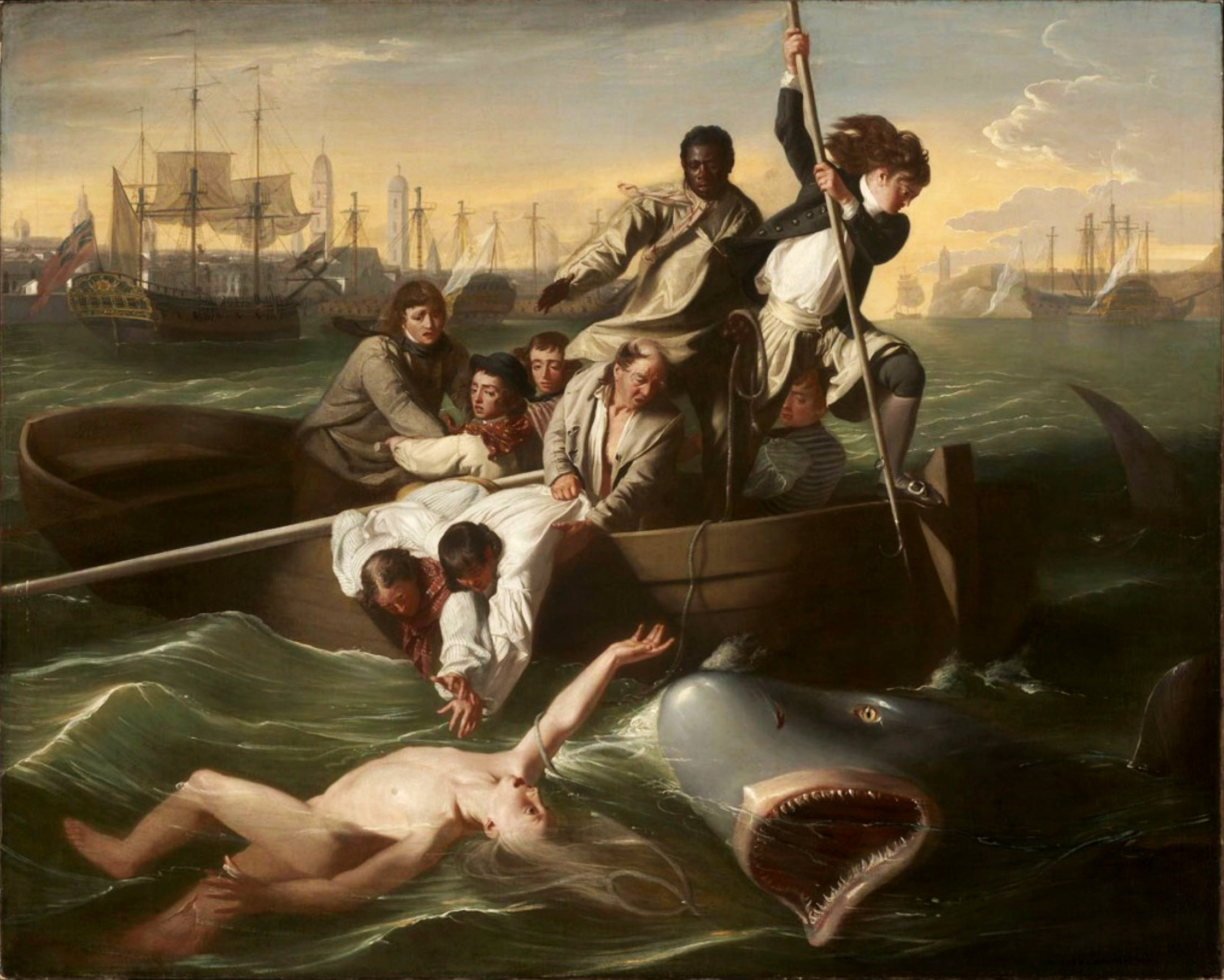
『ワトソンと鮫』
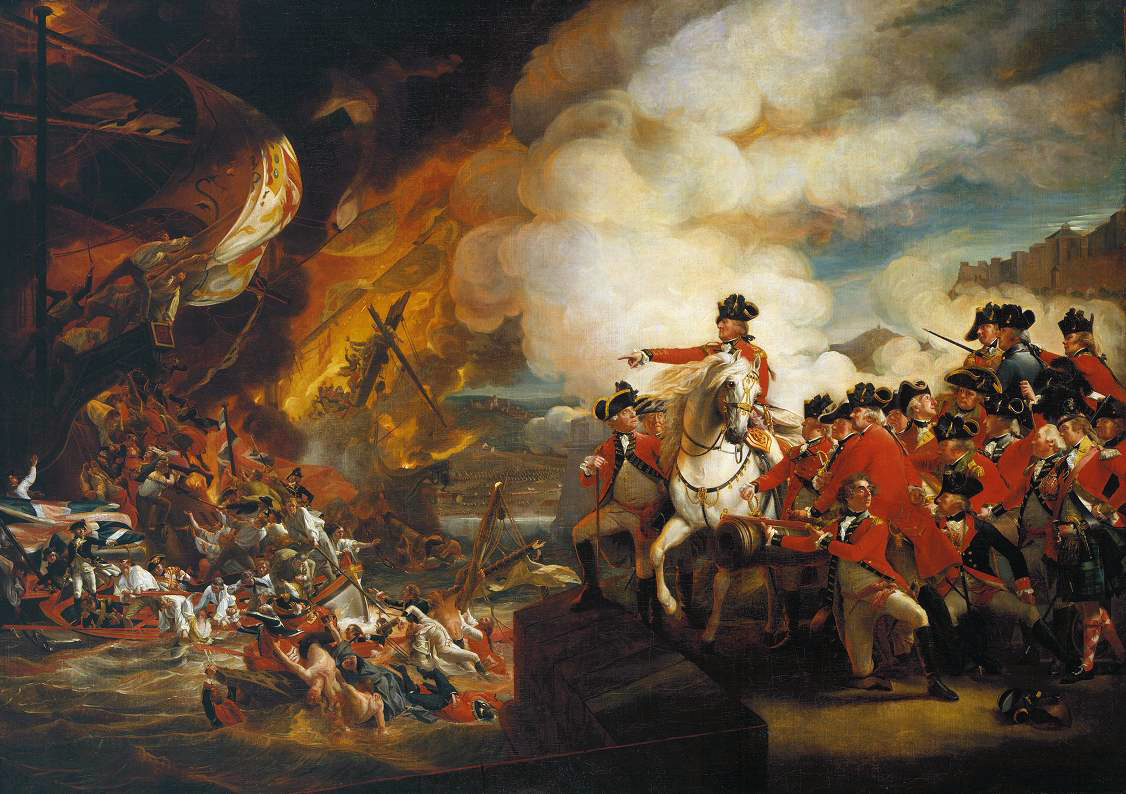
『ジブラルタル浮き砲台の敗北、1782年9月』
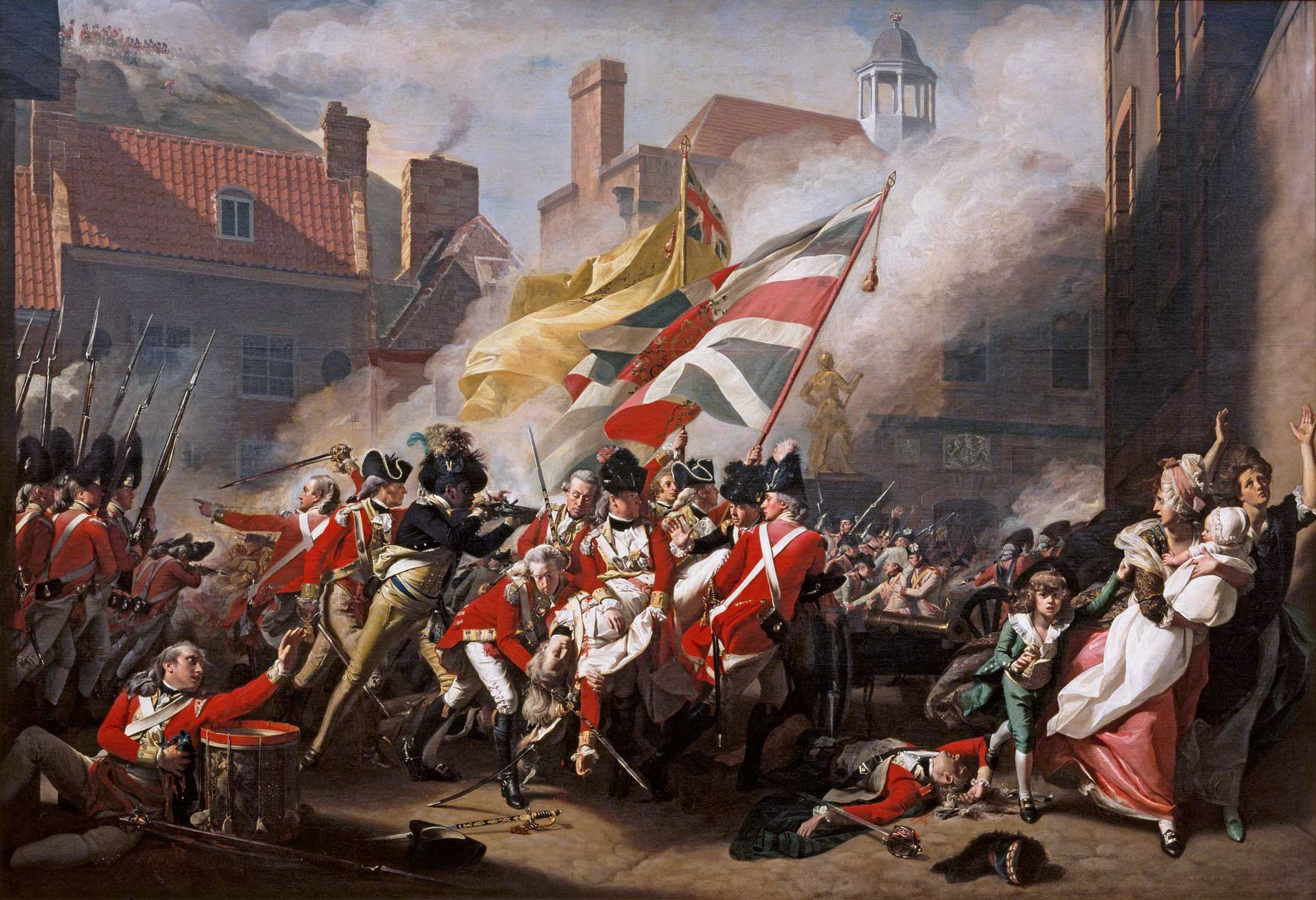
『ピアソン少佐の戦死』（ジャージーの戦い）